# Eucalymnatus magarinosi
Eucalymnatus magarinosi är en insektsart som beskrevs av Costa Lima 1923. Eucalymnatus magarinosi ingår i släktet Eucalymnatus och familjen skålsköldlöss. Inga underarter finns listade i Catalogue of Life.